# Franz Biebl
Franz Xaver Biebl, född 1 september 1906 i Pursruck i Landkreis Amberg-Sulzbach, död 2 oktober 2001 i München, var en tysk tonsättare. Huvuddelen av hans verk var kompositioner för kör.
Biebl studerade komposition vid musikhögskolan i München. Han var körledare i den katolska kyrkan S:ta Maria i München-Thalkirchen från 1932 till 1939, och lektor i kör vid Mozarteum i Salzburg från 1939. Han gjorde militärtjänst under andra världskriget och var krigsfånge i Fort Custer i Battle Creek i Michigan i USA 1944 till 1946. Efter kriget flyttade han från Österrike till Tyskland och var kördirigent i Fürstenfeldbruck.